# Hebdomophruda sculpta
Hebdomophruda sculpta är en fjärilsart som beskrevs av Antonius Johannes Theodorus Janse 1932. Hebdomophruda sculpta ingår i släktet Hebdomophruda och familjen mätare. Inga underarter finns listade i Catalogue of Life.